# Ophiogymna pellicula
Ophiogymna pellicula is een slangster uit de familie Ophiotrichidae.
De wetenschappelijke naam van de soort werd in 1887 gepubliceerd door Peter Martin Duncan.